# Maesobotrya bertramiana
Maesobotrya bertramiana là một loài thực vật có hoa trong họ Diệp hạ châu. Loài này được B�ttner mô tả khoa học đầu tiên năm 1889.